# Hold On, We're Going Home
Hold On, We're Going Home è un singolo del rapper canadese Drake, pubblicato nel 2013 ed estratto dall'album Nothing Was the Same. La canzone vede la collaborazione di Drake con Majid Jordan.

## Tracce
- Download digitale

1. Hold On, We're Going Home – 3:47

## Video
Il videoclip della canzone è stato diretto da Bill Pope e pubblicato il 24 settembre 2013.
Nel videoclip è presente anche il rapper fredo santana

## Classifiche
| Classifica (2013-2014) | Posizione massima |
| ---------------------- | ----------------- |
| Australia              | 8                 |
| Bulgaria               | 2                 |
| Canada                 | 5                 |
| Regno Unito            | 4                 |
| Stati Uniti            | 4                 |